# Коњин
Коњин (пољ. Konin) је град у Пољској у Војводству великопољском. Према попису становништва из 2011. у граду је живело 78.525 становника.

## Становништво
Према прелиминарним подацима са пописа, у граду је 2011. живело 78.525 становника.
| 2002.  | 2011.  | 2012.  |
| ------ | ------ | ------ |
| 82.353 | 78.525 | 77.847 |

## Партнерски градови
- Вејкфилд
- Унгени
- Херне
- Брјанск
- Акмјане
- Чернивци
- Добеле
- Енен Бомон
- Карлово
- Санта Сусана
- Сундсвал
- Јонишкис